# Трезеге (футболіст)
Махмуд Хассан (масрі محمود أحمد إبراهيم حسن, нар. 1 жовтня 1994, Кафр-еш-Шейх), більш відомий як Трезеге — єгипетський футболіст, півзахисник, фланговий півзахисник клубу «Трабзонспор».
Виступав, зокрема, за клуби «Аль-Аглі», «Касимпаша» та «Астон Віллу», а також національну збірну Єгипту.

## Клубна кар'єра
Народився 1 жовтня 1994 року в місті Кафр-еш-Шейх. Вихованець футбольної школи клубу «Аль-Аглі». У віці дев'яти років отримав прізвисько Трезеге, завдяки своїй подібності до французького футболіста Давіда Трезеге. Дорослу футбольну кар'єру розпочав 2012 року в основній команді того ж клубу, в якій провів три сезони, взявши участь у 55 матчах чемпіонату. За цей час виграв з клубом низку національних трофеїв, включаючи дві Ліги чемпіонів КАФ.

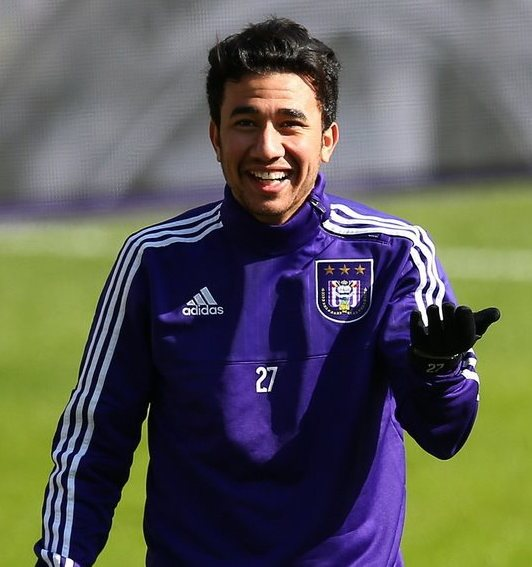
Трезеге під час виступів за «Андерлехт». 2016 рік.

6 серпня 2015 року Трезеге на правах оренди з правом викупу перейшов у бельгійський «Андерлехт». Його прибуття в клуб було затьмарене травмою плеча під час тренувань Махумуда у складі збірної Єгипту в ОАЕ, через яку був змушений провести операцію. Тренер «Андерлехту» Беснік Хасі висловив розчарування в ситуації, заявивши, що клубу буде важче визначитись з майбутнім футболіста
. Трезеге повернувся до тренувань на початку грудня 2015 року і дебютував за клуб 27 грудня 2015 в грі проти «Вестерло» (2:1), коли він замінив на 82-й хвилині Доді Лукебакіо. В підсумку «Андерлехт» оголосив, що вони розглядають можливість використати опцію викупу гравця за 2,2 мільйона євро, попри те, що він провів лише сім матчів за клуб у першому сезоні. У травні цей трансфер відбувся і Трезеге став другим за найдорожчим продажем в історії «Аль-Аглі» після Флавіу.
На передсезонних зборах єгиптянин забив чотири рази, заслуживши похвали від нового менеджера Рене Вайлера, однак підписання Ніколає Станчу спонукало клуб запропонувати Трезеге перейти в оренду для отримання ігрової практики і в кінцевому підсумку в кінці трансферного вікна він приєднався до клубу «Мускрон» на один сезон. У цьому клубі Махмуд забивши сім голів у 28 матчах у змаганнях і отримав похвалу від тренера клубу Мірчі Редніка.
Повернувшись до «Андерлехта», Трезеге знову виявився непотрібним клубу і в червні 2017 року був відданий в оренду на сезон з правом викупу у турецьку «Касимпашу». У новій команді єгиптянин став основним нападником, забивши 13 голів у 31 матчі Суперліги, після чого влітку 2018 року турецький клуб викупив контракт гравця.
До складу клубу «Астон Вілла» приєднався 2019 року. Станом на 24 липня 2019 року відіграв за команду з Бірмінгема 1 матч у національному чемпіонаті.

## Виступи за збірні
Протягом 2012–2014 років залучався до складу молодіжної збірної Єгипту. У її складі він виграв молодіжний чемпіонат Африки 2013 року і отримав можливість зіграти на чемпіонаті світу серед молодіжних команд 2013 року у Туреччині, на якому забив один із м'ячів у Ворота Англії (2:0), втім його команда не вийшла з групи. Усього на молодіжному рівні зіграв у 20 офіційних матчах, забив 4 голи.
30 серпня 2014 року у віці 19 років та 10 місяців дебютував в офіційних матчах у складі національної збірної Єгипту у грі проти Кенії. Наразі провів у формі головної команди країни 14 матчів, забивши 2 голи.
У 2017 році у складі збірної Трезеге став срібним призером Кубка африканських націй у Габоні. На турнірі він зіграв у всіх шести матчах, а також став автором єдиного переможного голу в матчі групового етапу проти збірної Уганди. Наступного року у складі збірної був учасником чемпіонату світу 2018 року у Росії, де був основним гравцем, зігравши у всіх трьох матчах, але його команда програла всі матчі й не вийшла в плей-оф.
| Дата       | Місто           | Господарі         | Результат               | Гості                | Турнір                                      | Голи | Примітки |
| ---------- | --------------- | ----------------- | ----------------------- | -------------------- | ------------------------------------------- | ---- | -------- |
| 30-08-2014 | Асуан           | Єгипет            | 1 – 0                   | Кенія                | товариський матч                            | -    | 70'      |
| 15-11-2014 | Каїр            | Єгипет            | 0 – 1                   | Сенегал              | Відбір до Кубка африканських націй 2015     | -    |          |
| 26-03-2015 | Каїр            | Єгипет            | 2 – 0                   | Екваторіальна Гвінея | товариський матч                            | 1    |          |
| 06-09-2015 | Нджамена        | Чад               | 1 – 5                   | Єгипет               | Відбір до Кубка африканських націй 2017     | -    | 46'      |
| 25-03-2016 | Кадуна          | Нігерія           | 1 – 1                   | Єгипет               | Відбір до Кубка африканських націй 2017     | -    | 76'      |
| 29-03-2016 | Александрія     | Єгипет            | 1 – 0                   | Нігерія              | Відбір до Кубка африканських націй 2017     | -    | 81'      |
| 04-06-2016 | Дар-ес-Салам    | Танзанія          | 0 – 2                   | Єгипет               | Відбір до Кубка африканських націй 2017     | -    | 37' 46'  |
| 30-08-2016 | Александрія     | Єгипет            | 1 – 1                   | Гвінея               | товариський матч                            | 1    |          |
| 06-09-2016 | Йоганнесбург    | ПАР               | 1 – 0                   | Єгипет               | товариський матч                            | -    |          |
| 09-10-2016 | Браззавіль      | Республіка Конго  | 1 – 2                   | Єгипет               | Відбір до ЧС 2018                           | -    | 79'      |
| 13-11-2016 | Александрія     | Єгипет            | 2 – 0                   | Гана                 | Відбір до ЧС 2018                           | -    | 90+1'    |
| 08-01-2017 | Каїр            | Єгипет            | 1 – 0                   | Туніс                | товариський матч                            | -    |          |
| 17-01-2017 | Порт-Жантіль    | Малі              | 0 – 0                   | Єгипет               | Кубок африканських націй 2017 - 1-й етап    | -    |          |
| 21-01-2017 | Порт-Жантіль    | Єгипет            | 1 – 0                   | Уганда               | Кубок африканських націй 2017 - 1-й етап    | -    | 80'      |
| 25-01-2017 | Порт-Жантіль    | Єгипет            | 1 – 0                   | Гана                 | Кубок африканських націй 2017 - 1-й етап    | -    | 74'      |
| 29-01-2017 | Порт-Жантіль    | Єгипет            | 1 – 0                   | Марокко              | Кубок африканських націй 2017 - чвертьфінал | -    |          |
| 01-02-2017 | Лібревіль       | Буркіна-Фасо      | 1 – 1 д.ч. (3 – 4 п.п.) | Єгипет               | Кубок африканських націй 2017 - півфінал    | -    | 83'      |
| 05-02-2017 | Лібревіль       | Єгипет            | 1 – 2                   | Камерун              | Кубок африканських націй 2017 - Фінал       | -    | 66'      |
| 31-08-2017 | Кампала         | Уганда            | 1 – 0                   | Єгипет               | Відбір до ЧС 2018                           | -    | 46'      |
| 05-09-2017 | Александрія     | Єгипет            | 1 – 0                   | Уганда               | Відбір до ЧС 2018                           | -    | 71'      |
| 08-10-2017 | Александрія     | Єгипет            | 2 – 1                   | Республіка Конго     | Відбір до ЧС 2018                           | -    | 55'      |
| 12-11-2017 | Кейп-Кост       | Гана              | 1 – 1                   | Єгипет               | Відбір до ЧС 2018                           | -    |          |
| 23-03-2018 | Цюрих           | Португалія        | 2 – 1                   | Єгипет               | товариський матч                            | -    |          |
| 25-05-2018 | Ель-Кувейт      | Кувейт            | 1 – 1                   | Єгипет               | товариський матч                            | -    | 56'      |
| 01-06-2018 | Бергамо         | Єгипет            | 0 – 0                   | Колумбія             | товариський матч                            | -    | 57'      |
| 06-06-2018 | Брюссель        | Бельгія           | 3 – 0                   | Єгипет               | товариський матч                            | -    | 56'      |
| 15-06-2018 | Єкатеринбург    | Єгипет            | 0 – 1                   | Уругвай              | ЧС 2018 - 1-й етап                          | -    |          |
| 19-6-2018  | Санкт-Петербург | Росія             | 3 – 1                   | Єгипет               | ЧС 2018 - 1-й етап                          | -    | 57' 68'  |
| 25-6-2018  | Волгоград       | Саудівська Аравія | 2 – 1                   | Єгипет               | ЧС 2018 - 1-й етап                          | -    | 81'      |
| 8-9-2018   | Александрія     | Єгипет            | 6 – 0                   | Нігер                | Відбір до Кубка африканських націй 2019     | -    | 74'      |
| 12-10-2018 | Каїр            | Єгипет            | 4 – 1                   | Есватіні             | Відбір до Кубка африканських націй 2019     | 1    | 72'      |
| 16-10-2018 | Манзіні (місто) | Есватіні          | 0 – 2                   | Єгипет               | Відбір до Кубка африканських націй 2019     | -    |          |
| 16-11-2018 | Александрія     | Єгипет            | 3 – 2                   | Туніс                | Відбір до Кубка африканських націй 2019     | 1    |          |
| 22-3-2019  | Ніамей          | Нігер             | 1 – 1                   | Єгипет               | Відбір до Кубка африканських націй 2019     | 1    | 46'      |
| 26-3-2019  | Asaba           | Нігерія           | 1 – 0                   | Єгипет               | товариський матч                            | -    |          |
| 13-6-2019  | Александрія     | Єгипет            | 1 – 0                   | Танзанія             | товариський матч                            | -    | 61'      |
| 16-6-2019  | Александрія     | Єгипет            | 3 – 1                   | Гвінея               | товариський матч                            | -    |          |
| 21-6-2019  | Каїр            | Єгипет            | 1 – 0                   | Зімбабве             | Кубок африканських націй 2019 - 1-й етап    | 1    | 81'      |
| 26-6-2019  | Каїр            | Єгипет            | 2 – 0                   | ДР Конго             | Кубок африканських націй 2019 - 1-й етап    | -    | 84'      |
| 30-6-2019  | Каїр            | Уганда            | 0 – 2                   | Єгипет               | Кубок африканських націй 2019 - 1-й етап    | -    |          |
| 6-7-2019   | Каїр            | Єгипет            | 0 – 1                   | ПАР                  | Кубок африканських націй 2019 - 1/8 фіналу  | -    |          |
| Усього     |                 | Матчів            | 41                      |                      | Голів                                       | 6    |          |

## Досягнення
«Аль-Аглі»
- Переможець Ліги чемпіонів КАФ (2): 2012, 2013
- Володар Суперкубка КАФ (2): 2013, 2014
- Володар Кубка конфедерації КАФ (1): 2014
- Володар Єгипетського Суперкубка (1): 2014

«Трабзонспор»
- Володар Суперкубка Туреччини: 2022

Молодіжна збірна Єгипту
- Чемпіон Африки (U-20): 2013[26]

Збірна Єгипту
- Срібний призер Кубка африканських націй: 2017, 2021